# 대한민국 형법 제316조
대한민국 형법 제316조는 비밀침해죄에 대한 형법 조문이다.

## 조문
제316조(비밀침해) ① 봉함 기타 비밀장치한 사람의 편지, 문서 또는 도화를 개봉한 자는 3년 이하의 징역이나 금고 또는 500만원 이하의 벌금에 처한다.

② 봉함 기타 비밀장치한 사람의 편지, 문서, 도화 또는 전자기록등 특수매체기록을 기술적 수단을 이용하여 그 내용을 알아낸 자도 제1항의 형과 같다.

第316條(秘密侵害) ① 封緘 其他 秘密裝置한 사람의 便紙, 文書 또는 圖畵를 開封한 者는 3年 以下의 懲役이나 禁錮 또는 500萬원 以下의 罰金에 處한다. <改正 1995.12.29>
② 封緘 기타 秘密裝置한 사람의 便紙, 文書, 圖畵 또는 電磁記錄등 特殊媒體記錄을 技術的 手段을 이용하여 그 내용을 알아낸 者도 第1項의 刑과 같다. <新設 1995.12.29>

## 판례

### 비밀침해죄
- 형법 제316조 제1항의 비밀침해죄는 봉함 기타 비밀장치한 사람의 편지, 문서 또는 도화를 개봉하는 행위를 처벌하는 죄이고, 이때 ‘봉함 기타 비밀장치가 되어 있는 문서’란 ‘기타 비밀장치’라는 일반 조항을 사용하여 널리 비밀을 보호하고자 하는 위 규정의 취지에 비추어 볼 때, 반드시 문서 자체에 비밀장치가 되어 있는 것만을 의미하는 것은 아니고, 봉함 이외의 방법으로 외부 포장을 만들어서 그 안의 내용을 알 수 없게 만드는 일체의 장치를 가리키는 것으로, 잠금장치 있는 용기나 서랍 등도 포함한다[1].

### 전자기록등내용탐지죄
- 형법 제316조 제2항 소정의 전자기록등내용탐지죄는 봉함 기타 비밀장치한 전자기록 등 특수매체기록을 기술적 수단을 이용하여 그 내용을 알아낸 자를 처벌하는 규정인바, 전자기록 등 특수매체기록에 해당하더라도 봉함 기타 비밀장치가 되어 있지 아니한 것은 이를 기술적 수단을 동원해서 알아냈더라도 전자기록등내용탐지죄가 성립하지 않는다.[2]

## 같이 보기
- 비밀침해죄
- 대한민국 헌법 제18조 통신의 비밀